# Шабанбай, Даулет Еркинулы
Даулет Еркинулы Шабанбай (каз. Дәулет Еркінұлы Шабанбай, 9 августа 1983, Ермак, Павлодарская область, Казахская ССР) — казахстанский борец вольного стиля, бронзовый призёр Олимпийских игр.

## Биография
Тренер — Мухаметалинов Оразалы Хамитович. Выступает за Павлодарскую область.
Серебряный призёр чемпионата Азии в категории до 125 кг (2016). Четырёхкратный бронзовый призёр чемпионата Азии в категориях до 96 кг (2008, 2009, 2011) и до 125 кг (2014).
Участник Олимпийских игр 2012 года и Олимпийских игр 2016 года.
В январе 2019 года грузинский борец Давит Модзманашвили был дисквалифицирован за применение допинга и лишён серебряной награды Олимпийских игр 2012 года, и Даулет Шабанбай был объявлен бронзовым призёром Олимпийских игр 2012 года.
23 июля 2019 года решением МОК Артур Таймазов, выступавший за сборную Узбекистана, был лишен золотой медали Олимпийских игр 2012 года в результате перепроверки допинг-проб.
26 июля 2019 года МОК и Международная федерация борьбы (UWW) перераспределили медали Олимпийских игр 2012 года, сохранив за Даулетом Шабанбаем бронзовую медаль Игр-2012.
В ноябре 2020 Шабанбай провалил допинг-тест на чемпионате Казахстана. В его организме обнаружены следы каннабиноида. Шабанбай сдал положительную допинг-пробу, в которой была обнаружена повышенная концентрация запрещённой субстанции карбокси-тетрагидроканнабинол и был дисквалифицирован.